# Две лиры (монета Италии)
2 лиры (итал. 2 lire) — монеты, имевшие хождение в Италии с 1861 по 2001 год. За 140 лет от момента объединения Италии до введения евро было выпущено одиннадцать монетных типов монет номиналом в две лиры. Ряд из них выпустили многомиллионными тиражами, одна в количестве 71 тысяча. По мере девальвации итальянской лиры её покупательная способность снизилась в десятки тысяч раз. Первые две лиры содержали 10 г серебра 900-й пробы. В 2002 году, когда производился обмен наличных денег на евро, 2 лиры соответствовали 0,1 евроцента.

## Королевство Италия
За время существования королевства Италия было выпущено несколько типов монет номиналом в 2 лиры. Все они содержат изображение монарха на аверсе. На гурте некоторых из них расположены слова «FERT FERT FERT», представляющие девиз Савойского дома. Монеты номиналом в две лиры повторяли по своим весовым характеристикам и размерам французские два франка. Италия с 1865 года стала официальным членом Латинского монетного союза, предусматривающего унификацию денежных единиц различных государств и их монет из золота и серебра. С началом Первой мировой войны нормы союза перестали действовать.

### Правление Виктора Эммануила II
Монеты номиналом в 2 лиры начали выпускать с первого года создания королевства Италия в 1861 году. Первые экземпляры 1861 и 1862 годов чеканили из серебра 900-й пробы на монетных дворах Турина и Неаполя. На аверсе монеты изображён повёрнутый вправо профиль короля, круговая надпись «VITTORIO EMANUELE II» и год выпуска внизу. Под шеей Виктора Эммануила II знак монетчика Джузеппе Феррариса «FERRARIS». Реверс содержит в центре герб Савойского дома, вокруг которого цепь высшего ордена Святого Благословения и две лавровые ветви. Внизу указание номинала «L • 2», знак монетного двора «N BN» для Неаполя, «T BN» — Турина. Круговая надпись на оборотной стороне монеты «REGNO D’ITALIA» обозначает «Королевство Италия».
В связи с увеличением цены серебра относительно золота в 1863 году снизили содержание благородного металла в монете до 835-й пробы. Весовые характеристики и вид монеты остался неизменным. Экземпляры из прежних выпусков целенаправленно изымали из оборота до 1870 года. В том же году выпустили ещё один монетный тип. Он уже имел отличия от первого выпуска. На реверсе в центре находилось обозначение номинала в две строки «2 / LIRE», вверху полукруговая надпись «REGNO D’ITALIA», внизу — две перевязанные бантом оливковые ветви, под которым располагается знак монетного двора. Монеты этого типа с годом «1863» продолжали чеканить в 1864 и 1865 годах.

### Правление Умберто I
При Умберто I чеканили идентичные по весовым характеристикам монетам того же номинала 1863 года две лиры. Аверс содержит изображение короля Умберто I и круговую надпись «UMBERTO I — RE D’ITALIA», а также год выпуска. На обрезе бюста помещен знак медальерного мастера Филиппо Сперанца «SPERANZA». На реверсе — гербовый щит в цепи Высшего ордена Святого Благословения. По бокам от него помещено обозначение номинальной стоимости «L» и «2». По кругу поля — переплетённые внизу лавровая и оливковая ветви, сверху — звезда Италии. Внизу справа располагается знак монетного двора Рима «R». В зависимости от величины головы короля выделяют две разновидности — с чуть меньшим (1881—1886) и чуть большим (1887, 1897—1899) изображением Умберто.

### Правление Виктора Эммануила III
При правлении Виктора Эммануила III (1900—1946) было выпущено несколько монетных типов 2 лир. Первый из них получил название «Aquila Sabauda» («Савойский орёл») из-за характерного изображения на реверсе. Их чеканили с 1901 по 1907 год. Они перестали выполнять роль законного платёжного средства и были демонетизированы 1 октября 1917 года. В 1908 году свет увидела новая монета, получившая название «Quadriga veloce» («Быстрая квадрига»). Аверс содержит изображение короля и круговую надпись, ограниченную ободком, «VITTORIO·EMANVELE·III·RE·D’ITALIA». На внутренней стороне ободка мелким шрифтом указано имя скульптора Давида Каландры «D·CALANDRA M», участвовавшего в создании монеты. На монетах 1908 года надпись прямая, на последующих — идёт полукругом по внутреннему краю ободка.
В 1911 году по случаю 50-летия основания королевства Италия выпустили миллион памятных 2 лир. Изображение на реверсе двух лирах «Cinquantenario» (рус. 50-летие) повторяет таковое на золотых 50 лирах, а также медных 10 чентезимо и серебряных 5 лирах. Мужчина и женщина на фоне военного парового корабля символизируют Италию и Рим.
Следующий монетный тип «Quadriga briosa» («Живая квадрига») в целом повторяет «Quadriga veloce» за исключением ряда мелких деталей рельефа квадриги и аллегорического изображения Италии на реверсе, а также отсутствия ободка между надписью и изображением короля на аверсе.
После окончания Первой мировой войны государство отказалось от выпуска серебряных монет для оборота номиналом в одну и две лиры. В 1923 году отчеканили первые никелевые 2 лиры. На реверсе поместили символ пришедшей к власти Национальной фашистской партии — пучок фасций и топорик. О том, что новые монеты из неблагородного металла соответствуют старым серебряным, свидетельствовало обозначение номинала «BVONO DA LIRE 2». Особенностью выпуска стала чеканка тиражами в десятки миллионов для широкого оборота с 1923 по 1927 год и исключительно для нумизматов с 1928 по 1935 год по 50 штук ежегодно.
Последний выпуск монет номиналом в две лиры королевства Италия, получивший название «Империя» (итал. Impero), датирован 1936—1943 годами. В 1936 году в честь провозглашения империи (в 1935 году Муссолини завоевал Эфиопию, после чего объявил о «втором рождении Римской империи», — король Италии получил титул императора Эфиопии) отчеканили серию памятных монет различных номиналов. На реверс монеты поместили древнеримский штандарт аквилу в венке из лавровых ветвей. Внизу помещены номинал, два года выпуска — один по стандартному григорианскому календарю, другой — прихода к власти в Италии фашистской партии. В зависимости от металла из которого отчеканена монета различают три разновидности. Первая 1936, 1937 и 1939 годов произведена из никеля, вторая — 1939 и 1940 годов из акмонитала, содержащего 740 ‰ железа, 180 ‰ хрома и 80 ‰ никеля не магнитится, а третья из нержавеющей стали магнитится. Гурт первой разновидности гладкий, второй и третьей — рубчатый.

## Итальянская республика
В Итальянской республике 2 лиры стали разменной монетой, которую вначале чеканили многомиллионными тиражами. По мере девальвации лиры их покупательная способность падала, что к привело к тому, что их дальнейший выпуск стал неактуальным и в 1959 году его прекратили. С 1968 года выпуск возобновили, но преимущественно в наборах и качества пруф для коллекционеров. В зависимости от изображённых на них растениях выделяют монетный тип «Колос» 1946—1950 годов и «Олива» 1953—2001 годов выпуска.
С 2002 года Италия перешла на евро. обмен производился по курсу 1 евро за 1936,27 лиры. Соответственно 2 лиры на момент прекращения хождения соответствовали 1 евроценту. Официально лиры можно было обменять на евро до начала 2012 года. Затем по решению суда срок продлили до 5 февраля 2016 года.

## Монетные типы
| Аверс               | Реверс            | Диаметр, мм | Вес, г | Гурт                                                      | Металл                               | Годы чеканки                    | Тираж                 | Демонетизация |
| ------------------- | ----------------- | ----------- | ------ | --------------------------------------------------------- | ------------------------------------ | ------------------------------- | --------------------- | --- |
|                     |                   | 27          | 10     |                                                           | серебро 900-й пробы                  | 1861, 1862                      | Суммарно — 71 819     | изымали из оборота с 1863 по 1870 год |
| серебро 835-й пробы | 1863              | 27          | 10     | 834 680 на монетном дворе Турина                          | н/д                                  |                                 |                       | |
| серебро 835-й пробы | 1863              | 27          | 10     |                                                           | Суммарно — 14 165 320                | н/д                             |                       | |
| серебро 835-й пробы |                   | 27          | 10     |                                                           | 1881—1887, 1897—1899                 | Суммарно — 27 576 090           | н/д                   | |
| серебро 835-й пробы |                   | 27          | 10     |                                                           | 1901—1907                            | Суммарно — 4 690 502            | 1 октября 1917 года   | |
| серебро 835-й пробы |                   | 27          | 10     |                                                           | 1908, 1910—1912                      | Суммарно — 5 702 317            | н/д                   | |
| серебро 835-й пробы |                   | 27          | 10     |                                                           | 1911                                 | 1 000 000                       | н/д                   | |
| серебро 835-й пробы |                   | 27          | 10     |                                                           | 1914—1917                            | Суммарно — 35 383 473           | н/д                   | |
|                     |                   | 29          | 10     | гладкий                                                   | никель                               | 1923—1935                       | Суммарно — 99 671 674 | н/д |
|                     |                   | 29          | 10     | гладкий                                                   | никель                               | 1936 XIV 1937 XV 1938 XVII      | 120 000 50 20         | н/д |
| рубчатый            | акмонитал         | 29          | 10     | 1939 XVII 1939 XVIII 1940 XVIII                           | 2 900 000 4 873 000 5 742 000        | н/д                             |                       | |
| рубчатый            | нержавеющая сталь | 29          | 10     | 1939 XVII 1939 XVIII 1940 XVIII 1941 XIX 1942 XX 1943 XXI | см. выше 1 865 000 2 450 000 600 000 | н/д                             |                       | |
|                     |                   | 24          | 1,75   | гладкий                                                   | алюминий                             | 1946—1950                       | Суммарно — 11 325 000 | н/д |
|                     |                   | 18,3        | 0,8    | рубчатый                                                  | алюминий                             | 1953—1959, 1968—1970, 1980—2001 | Суммарно — 42 579 690 | де-факто с 1980-х годов их выпускали для коллекционеров в связи с близкой к нулю покупательной способностью, официально с 1 января по 28 февраля 2002 года подлежали свободному хождению наравне с евро, а до 2016 года их можно было обменять в банках |

## Комментарии
Тиражи монет по годам
1. ↑  Тираж 2 лир Виктора Эммануила II по годам и монетным дворам: 1861T — 9871, 1862N — 61 948
2. ↑  На монетном дворе Турина 4 075 381, Неаполя — 10 089 939
3. ↑  1881 — 4 140 794, 1882 — 2 859 206, 1883 — 3 500 000, 1884 — 4 500 000, 1885 — 598 008, 1886 — 1 901 992, 1887 — 7 500 000, 1897 — 646 816, 1898 — 1 319 609, 1899 — 609 665
4. ↑  Тиражи 2 лир Виктора Эммануила III «Савойский орёл»: 1901 — 72 467, 1902 — 549 288, 1903 — 53 622, 1904 — 157 071, 1905 — 1 643 037, 1906 — 969 567, 1907 — 1 245 450
5. ↑  Тиражи 2 лир Виктора Эммануила III «Быстрая квадрига»: 1908 — 2 282 635, 1910 — 718 670, 1911 — 534 810, 1912 — 2 166 202
6. ↑  Тиражи 2 лир Виктора Эммануила III «Живая квадрига»: 1914 — 10 390 007, 1915 — 7 947 783, 1916 — 10 923 056, 1917 — 6 122 657
7. ↑  Тиражи 2 лир Виктора Эммануила III 1923—1935 годов: 1923 — 33 260 000, 1924 — 45 050 500, 1925 — 14 627 921, 1926 — 5 101 353, 1927 — 1 631 500, с 1928 по 1935 по 50 экземпляров ежегодно
8. ↑  Тиражи 2 лир «Колос»: 1946 — 123 000, 1947 — 12 000, 1948 — 7 200 000, 1949 — 1 350 000, 1950 — 2 640 000
9. ↑  Тиражи 2 лир «Олива»: 1953 — 4 125 000, 1954 — 22 500 000, 1955 — 2 750 000, 1956 — 1 500 050, 1957 — 6 312 500, 1958 — 125 000, 1959 — 2 000 000, 1968 — 100 000, 1969 — 310 000, 1970 — 1 011 000, 1980 — 257 252, 1981 — 162 794, 1982 — 119 950, 1983 — 76 552, 1984 — 77 041, 1985 — 91 218 и 20 345 качества пруф, 1986 — 73 200 и 17 500 качества пруф, 1987 — 57 500 и 10 000 качества пруф, 1988 — 51 050 и 9000 качества пруф, 1989 — 51 200 и 9260 качества пруф, 1990 — 52 300 и 9400 качества пруф, 1991 — 54 000 и 11 000 качества пруф, 1992 — 52 000 и 9500 качества пруф, 1993 — 50 200 и 8500 качества пруф, 1994 — 44 500 и 8500 качества пруф, 1995 — 44 558 и 7960 качества пруф, 1996 — 45 000 и 8000 качества пруф, 1997 — 43 600 и 8440 качества пруф, 1998 — 55 200 и 9000 качества пруф, 1999 — 51 800 и 8500 качества пруф, 2000 — 61 400 и 8960 качества пруф, 2001 — 100 000 и 10 000 качества пруф